# Superserien
Superserien er en serie af hæfter og album, som forlaget Lademann udgav fra 1972 til 1976. Den er delt op i Superserien Junior med billedhæfter for mindre børn og Superserien Senior med tegneserier for større børn og voksne.

## Superserien Junior
Superserien Junior med undertitlen Frit efter La Fontaines fabel er seks billedhæfter med dyrefabler, udgivet 1972.
1. Myren og græshoppen ISBN 87-15-03243-4
2. Skildpadden og de to ænder ISBN 87-15-03244-2
3. Løven og fluen ISBN 87-15-03241-8
4. Ulven og hunden ISBN 87-15-03245-0
5. Frøen og oksen ISBN 87-15-03239-6
6. Katten og den gamle rotte ISBN 87-15-03242-6

## Superserien Senior
Superserien Senior er 27 tegneseriehæfter og -album med forskellige fransk-belgiske tegneserier og en enkelt hollandsk, udgivet 1972-1976.
1. Bob Moran: Den Gule Skygges dukker ISBN 87-15-03264-7
2. Iznogood: Kaliffen på eventyr ISBN 87-15-03265-5
3. Valentin: Storbyen der druknede ISBN 87-15-03266-3
4. Kaptajn Rødskæg: Havenes skræk ISBN 87-15-03273-6
5. Pythagoras & Co.: Den stjålne opfindelse ISBN 87-15-03284-1
6. Jim West: De syv lys ISBN 87-15-03302-3
7. Bernard Prince: General Satan & Kostbart møde i Lokanga ISBN 87-15-03305-8
8. Iznogood: Den onde, onde Iznogood ISBN 87-15-03308-2
9. Agent Nulnuldut: Ballade i Satania ISBN 87-15-03329-5
10. Pythagoras & Co.: Operation Næsehorn ISBN 87-15-03328-7
11. Iznogood: En gulerod til Iznogood ISBN 87-15-03333-3
12. Bob Moran: Den sorte ridder ISBN 87-15-03346-5
13. Iznogood: Det fuldendte araber-komplot ISBN 87-15-03350-3
14. Valentin: De tusind planeters rige ISBN 87-15-03311-2
15. Iznogood: Iznogood går i kredsløb ISBN 87-15-03347-3
16. Iznogood: Iznogood regner den rigtigt ud! ISBN 87-15-03348-1
17. Alice i eventyrland ISBN 87-15-03429-1
18. Lasse Landevej og hans meriter: Vagabonder på vilde vover ISBN 87-15-03537-9
19. Tom Tot og hans venner: Den store rejse ISBN 87-15-03538-7
20. Pythagoras & Co.: Tundraens giganter ISBN 87-15-03548-4
21. Agent Nulnuldut: San-Antonio i Skotland ISBN 87-15-03568-9
22. Søuhyret fra Volapyk ISBN 87-15-03549-2
23. Yalek: Fanget i Yacomac ISBN 87-15-03544-1
24. Chris - den fødte jockey: Hestetyvene ISBN 87-15-03547-6
25. Kampen om Trigoria ISBN 87-15-03571-9
26. Den tossede jungle ISBN 87-15-03546-8
27. Iznogood: Alting på ho'det ISBN 87-15-03590-5